# Кебрангулу
Кебрангулу (порт. Quebrangulo) — муниципалитет в Бразилии, входит в штат Алагоас. Составная часть мезорегиона Сельскохозяйственный район штата Алагоас. Входит в экономико-статистический микрорегион Палмейра-дуз-Индиус. Население составляет 12 159 человек на 2004 год. Занимает площадь 321,3 км². Плотность населения — 38,76 чел./км².

## История
Город основан в 1872 году.